# Trichodura dorsalis
Trichodura dorsalis là một loài ruồi trong họ Tachinidae.